# قائمة الجوائز والترشيحات التي تلقتها ديمي لوفاتو
بعد بدايتها الفنية، فازت ديمي لوفاتو بعدة جوائز، بما فيها جوائز إم تي في الموسيقية، جائزة واحدة من جوائز الإيلمي، خمس جوائز من بين اثنتا عشر ترشيح في جوائز بيبول تشويس، وجائزة في جوائز أو للموسيقى، وثلاثة عشر جائزة من بين 42 ترشيح جائزة اختيار المراهقين. في 2014، رشحت لوفاتو لستة ترشيحات في جوائز الموسيقى العالمية.

## جوائز الإيلمي
| السنة | الجائزة                                        | الترشيح           | النتيجة | مصادر |
| ----- | ---------------------------------------------- | ----------------- | ------- | ----- |
| 2009  | أفضل مغني العام في الموسيقى                    | ديمي لوفاتو       | رُشِّح     | [ 1 ] |
| 2011  | أفضل ممثلة تلفزيونية – دور السيدة في الكوميديا | صوني ويذ أه تشانس | فوز     | [ 2 ] |
| 2012  | أفضل مغنية امرأة موسيقية                       | ديمي لوفاتو       | رُشِّح     | [ 3 ] |

## جوائز الأبيد
| السنة | الجائزة            | الترشيح     | النتيجة | مصادر |
| ----- | ------------------ | ----------- | ------- | ----- |
| 2009  | جائزة سفير اليوزين | ديمي لوفاتو | فوز     | [ 4 ] |

## جوائز أسكاب لموسيقى البوب
| السنة | الجائزة         | الترشيح             | النتيجة | مصادر |
| ----- | --------------- | ------------------- | ------- | ----- |
| 2016  | أفضل أداء غنائي | "إهدأ من أجل الصيف" | فوز     | [ 5 ] |

## جوائز بيلبورد

### جوائز بيلبورد الموسيقية
تقدم جوائز بيلبورد الموسيقية للفنانين للتعبير التجاري في الولايات المتحدة، خصوصا للتسجيلات المنشورة من طرف مجلة بيلبورد. تلقت لوفاتو ترشيحا واحدا.
| السنة | الجائزة                 | الترشيح     | النتيجة | مصادر |
| ----- | ----------------------- | ----------- | ------- | ----- |
| 2016  | أفضل مغني تواصل إجتماعي | ديمي لوفاتو | رُشِّح     | [ 7 ] |

### جوائز بيلبورد للجولات الموسيقية
| السنة | الجائزة           | الترشيح             | النتيجة | مصادر |
| ----- | ----------------- | ------------------- | ------- | ----- |
| 2012  | أفضل جولة موسيقية | ديمي لوفاتو/هالمارك | فوز     | [ 8 ] |

### جائزة بيلبورد للمرأة الموسيقية
| السنة | الجائزة         | الترشيح     | النتيجة | مصادر |
| ----- | --------------- | ----------- | ------- | ----- |
| 2015  | جائزة رولربريكر | ديمي لوفاتو | فوز     | [ 9 ] |

## جائزة برافو أوتو
| السنة | الجائزة     | الترشيح     | النتيجة | مصادر         |
| ----- | ----------- | ----------- | ------- | ------------- |
| 2014  | مغنية العام | ديمي لوفاتو | رُشِّح     | [ 10 ] [ 11 ] |

## جوائز بريت
| السنة | الجائزة        | الترشيح                                 | النتيجة | مصادر  |
| ----- | -------------- | --------------------------------------- | ------- | ------ |
| 2016  | أغنية بريطانيا | "ارتفع" (ديمي لوفاتو بمشاركة أولي مورس) | رُشِّح     | [ 12 ] |

## جوائز دو سومثينغ
| السنة | الجائزة                                   | الترشيح             | النتيجة | مصادر  |
| ----- | ----------------------------------------- | ------------------- | ------- | ------ |
| 2011  | نجمة التلفزيون                            | "صوني ويذ أه تشانس" | فوز     | [ 13 ] |
| 2011  | أفضل أغنية تلفزيونية (مناصفة مع جو جوناس) | "اصنع موجة"         | فوز     | [ 13 ] |

## جوائز غلاد للإعلام
| السنة | الجائزة            | الترشيح     | النتيجة | مصادر  |
| ----- | ------------------ | ----------- | ------- | ------ |
| 2016  | جائزة فانغارد غلاد | ديمي لوفاتو | فوز     | [ 14 ] |

## جوائز غلامور
| السنة | الجائزة               | الترشيح         | النتيجة | مصادر  |
| ----- | --------------------- | --------------- | ------- | ------ |
| 2014  | أفضل شخصية تلفزيونية  | "ذا إكس فاكتور" | رُشِّح     | [ 15 ] |
| 2016  | أفضل مغني منفرد عالمي | الشخصية الحقيقة | رُشِّح     | [ 16 ] |

## موسوعة غينيس للأرقام القياسية
| السنة | الجائزة               | الترشيح         | النتيجة | مصادر  |
| ----- | --------------------- | --------------- | ------- | ------ |
| 2014  | أصغر حكم برنامج مواهب | الشخصية الحقيقة | فوز     | [ 17 ] |

## جوائز راديو آي هيرت
| السنة | الجائزة             | الترشيح    | النتيجة | مصادر  |
| ----- | ------------------- | ---------- | ------- | ------ |
| 2014  | أفض رابطة محبي فنان | "لوفاتيكس" | رُشِّح     | [ 18 ] |
| 2016  | أفضل أغنية كوفر     | هيلو       | رُشِّح     |        |
| 2016  | أفض رابطة محبي فنان | "لوفاتيكس" | رُشِّح     |        |

## جوائز جيم
| السنة | الجائزة           | الترشيح     | النتيجة | مصادر  |
| ----- | ----------------- | ----------- | ------- | ------ |
| 2014  | أفضل مغن بوب      | ديمي لوفاتو | فوز     | [ 19 ] |
| 2015  | أفضل مغن بوب      | ديمي لوفاتو | رُشِّح     | [ 20 ] |
| 2015  | أفضل مغنية عالمية | ديمي لوفاتو | رُشِّح     | [ 20 ] |

## جائزة الموسيقى اللاتينية
| السنة | الجائزة            | الترشيح     | النتيجة | مصادر  |
| ----- | ------------------ | ----------- | ------- | ------ |
| 2015  | أفضل مغنية كروسوفر | ديمي لوفاتو | فوز     | [ 21 ] |

## جائزة الدفاع عن الصحة النفسية
| السنة | الجائزة             | الترشيح     | النتيجة | مصادر  |
| ----- | ------------------- | ----------- | ------- | ------ |
| 2013  | جائزة الصحة النفسية | ديمي لوفاتو | فوز     | [ 22 ] |

## جوائز موسيقى إم بي 3
| السنة | الجائزة                             | الترشيح      | النتيجة | مصادر  |
| ----- | ----------------------------------- | ------------ | ------- | ------ |
| 2013  | جائزة الأي آر بي (إيندي / روك/ بوب) | "نوبة قلبية" | فوز     | [ 23 ] |

## جوائز إم تي في

### جوائز إم تي في الموسيقية
| السنة | الجائزة                  | الترشيح             | النتيجة | مصادر  |
| ----- | ------------------------ | ------------------- | ------- | ------ |
| 2012  | أفضل فيديو معبر عن رسالة | "ناطحة سحاب"        | فوز     | [ 24 ] |
| 2013  | أفضل فيديو عرض أنثوي     | "نوبة قلبية"        | رُشِّح     | [ 25 ] |
| 2014  | أفضل نوبة قلبية كلمات    | "حقا لا تهتم"       | رُشِّح     | [ 26 ] |
| 2015  | أغنية الصيف              | "إهدأ من أجل الصيف" | رُشِّح     | [ 27 ] |

### جوائز إم تي في الموسيقية في إيطاليا
| السنة | الجائزة      | الترشيح     | النتيجة | مصادر  |
| ----- | ------------ | ----------- | ------- | ------ |
| 2015  | أفضل تويستار | ديمي لوفاتو | فوز     | [ 28 ] |
| 2015  | مغنية ساجا   | ديمي لوفاتو | رُشِّح     | [ 28 ] |

### جوائز إم تي في موسيقى الألفينية
| السنة | الجائزة                 | الترشيح                                  | النتيجة | مصادر  |
| ----- | ----------------------- | ---------------------------------------- | ------- | ------ |
| 2014  | نجم العالم على إنستغرام | ديمي لوفاتو                              | رُشِّح     | [ 29 ] |
| 2016  | متضافرة السنة           | "إرسيستيبل" (فال آوت بوي مع ديمي لوفاتو) | فوز     | [ 30 ] |

### جوائز إم تي في الموسيقية في البرازيل
| السنة | الجائزة          | الترشيح     | النتيجة | مصادر  |
| ----- | ---------------- | ----------- | ------- | ------ |
| 2012  | أفضل مغنية عالمي | ديمي لوفاتو | رُشِّح     | [ 31 ] |

## جوائز ماتش تيفي
| السنة | الجائزة     | الترشيح      | النتيجة | مصادر  |
| ----- | ----------- | ------------ | ------- | ------ |
| 2013  | فيديو العام | "نوبة قلبية" | فوز     | [ 32 ] |
| 2013  | مغني العام  | ديمي لوفاتو  | رُشِّح     | [ 32 ] |

## جوائز ماي إكس الموسيقية
| السنة | الجائزة          | الترشيح      | النتيجة | مصادر  |
| ----- | ---------------- | ------------ | ------- | ------ |
| 2014  | أفضل فيديو محبوب | "نوبة قلبية" | رُشِّح     | [ 33 ] |

## جوائز نكلوديون

### جائزة اختيار أطفال نكلوديون أستراليا
| السنة | الجائزة         | الترشيح     | النتيجة | مصادر  |
| ----- | --------------- | ----------- | ------- | ------ |
| 2009  | أفضل مغني محبوب | ديمي لوفاتو | رُشِّح     | [ 34 ] |

### جائزة ميز برميوس نك
| السنة | الجائزة          | الترشيح     | النتيجة     | مصادر  |
| ----- | ---------------- | ----------- | ----------- | ------ |
| 2013  | أفضل مغنية العام | ديمي لوفاتو | فوز         | [ 35 ] |
| 2014  | أفضل مغنية العام | ديمي لوفاتو | فوز         | [ 36 ] |
| 2014  | أفضل فنان        | "لوفاتيكس"  | رُشِّح         | [ 36 ] |
| 2016  | أفضل مغنية العام | ديمي لوفاتو | في الانتظار | [ 37 ] |

### جائزة اختيار أطفال المكسيك
| السنة | الجائزة               | الترشيح     | النتيجة | مصادر  |
| ----- | --------------------- | ----------- | ------- | ------ |
| 2014  | أفضل مغني/فرقة عالمية | ديمي لوفاتو | رُشِّح     | [ 38 ] |

### جائزة اختيار أطفال نكلوديون كولومبيا
| السنة | الجائزة               | الترشيح     | النتيجة | مصادر  |
| ----- | --------------------- | ----------- | ------- | ------ |
| 2016  | أفضل مغني/فرقة عالمية | ديمي لوفاتو | رُشِّح     | [ 39 ] |

## جوائز أو للموسيقى
| السنة | الجائزة                     | الترشيح     | النتيجة | مصادر  |
| ----- | --------------------------- | ----------- | ------- | ------ |
| 2011  | أفضل رابطة محبين            | "لوفاتيكس"  | رُشِّح     | [ 40 ] |
| 2011  | أفضل مغني على كاميرا الهاتف | ديمي لوفاتو | فوز     | [ 40 ] |
| 2011  | أفضل رابطة محبين            | "لوفاتيكس"  | رُشِّح     | [ 41 ] |

## جوائز بيبول تشويس
| السنة | الجائزة           | الترشيح         | النتيجة | مصادر  |
| ----- | ----------------- | --------------- | ------- | ------ |
| 2010  | أفضل عودة موسيقية | ديمي لوفاتو     | رُشِّح     | [ 42 ] |
| 2011  | أفضل نجم تلفزيون  | غريز أناتومي    | فوز     | [ 43 ] |
| 2012  | أفضل مغني بوب     | ديمي لوفاتو     | فوز     | [ 44 ] |
| 2013  | أفضل حكم مشهور    | "ذا إكس فاكتور" | فوز     | [ 45 ] |
| 2013  | أفضل مغني بوب     | ديمي لوفاتو     | رُشِّح     | [ 45 ] |
| 2013  | أفضل فنان مُتابَع   | "لوفاتيكس"      | رُشِّح     | [ 45 ] |
| 2014  | أفضل أغنية فيديو  | نوبة قلبية      | رُشِّح     | [ 46 ] |
| 2014  | أفضل مغنية محبوبة | ديمي لوفاتو     | فوز     | [ 46 ] |
| 2014  | أفضل مغني بوب     | ديمي لوفاتو     | رُشِّح     | [ 46 ] |
| 2014  | أفضل فنان مُتابَع   | "لوفاتيكس"      | فوز     | [ 46 ] |
| 2016  | أفضل مغنية محبوبة | ديمي لوفاتو     | رُشِّح     | [ 47 ] |
| 2016  | أفضل مغني بوب     | ديمي لوفاتو     | رُشِّح     | [ 47 ] |

## جوائز راديو ديزني للموسيقى
| السنة | الجائزة                 | الترشيح                   | النتيجة | مصادر  |
| ----- | ----------------------- | ------------------------- | ------- | ------ |
| 2014  | أفضل مغنية              | ديمي لوفاتو               | فوز     | [ 48 ] |
| 2014  | أفضل أغنية وطنية        | "صنع في الولايات المتحدة" | فوز     | [ 48 ] |
| 2015  | أفضل أغنية عودة موسيقية | "حقا لا تهتم"             | رُشِّح     |        |
| 2015  | أفضل تعاون موسيقي       | "حقا لا تهتم"             | فوز     |        |
| 2016  | أفضل نشيد               | "واثق"                    | رُشِّح     |        |

## جوائز شورتي
| السنة | الجائزة                               | الترشيح     | النتيجة | مصادر  |
| ----- | ------------------------------------- | ----------- | ------- | ------ |
| 2012  | أفضل مغني على مواقع التواصل الاجتماعي | ديمي لوفاتو | فوز     | [ 49 ] |
| 2012  | الغناء                                | ديمي لوفاتو | رُشِّح     | [ 49 ] |
| 2012  | التمثيل                               | ديمي لوفاتو | رُشِّح     | [ 49 ] |
| 2012  | الصيت                                 | ديمي لوفاتو | رُشِّح     | [ 49 ] |
| 2013  | الغناء                                | ديمي لوفاتو | فوز     | [ 50 ] |
| 2015  | الغناء                                | ديمي لوفاتو | رُشِّح     | [ 51 ] |

## جائزة اختيار المراهقين
| السنة | الجائزة                                               | الترشيح                                    | النتيجة | مصادر  |
| ----- | ----------------------------------------------------- | ------------------------------------------ | ------- | ------ |
| 2009  | اختيار التلفزيون أفضل عودة سيدة                       | صوني ويذ أه تشانس                          | فوز     | [ 52 ] |
| 2009  | اختيار الموسيقى أفضل جولة (مشاركة مع ديفيد أرتشولينا) |                                            | فوز     | [ 52 ] |
| 2009  | أيقونة البساط الأحمر                                  | ديمي لوفاتو                                | رُشِّح     | [ 52 ] |
| 2009  | اختيار الصيف أفضل نجمة تلفزيون                        | "برنامج حماية الملكة"                      | رُشِّح     | [ 52 ] |
| 2010  | اختيار ممثلة التلفزيون الكوميدية                      | صوني ويذ أه تشانس                          | رُشِّح     | [ 53 ] |
| 2010  | اختيار أفضل عودة سيدة                                 | ديمي لوفاتو                                | رُشِّح     | [ 53 ] |
| 2010  | اختيار أفضل ألبوم                                     | "نحن نعيد الكرة مجددا"                     | رُشِّح     | [ 53 ] |
| 2010  | اختيار أفضل أغنية حب                                  | "إمسكني"                                   | رُشِّح     | [ 53 ] |
| 2010  | اختيار أفضل خاطف أنظار (بمشاركة وي ذا كينكز)          | "سنكون حلما"                               | رُشِّح     | [ 53 ] |
| 2011  | اختيار أفضل ممثلة تلفزيون كوميدية                     | صوني ويذ أه تشانس                          | رُشِّح     | [ 54 ] |
| 2011  | اختيار أفضل تويته                                     | ديمي لوفاتو                                | رُشِّح     | [ 54 ] |
| 2011  | اختيار الصيف: أفضل سيدة موسيقية                       | ديمي لوفاتو                                | رُشِّح     | [ 54 ] |
| 2011  | اختيار الصيف: أفضل أغنية                              | "ناطحة السحاب"                             | فوز     | [ 54 ] |
| 2011  | جائزة أكيوفيو أنسباير                                 | ديمي لوفاتو                                | فوز     | [ 54 ] |
| 2012  | اختيار أفضل تويته                                     | ديمي لوفاتو                                | فوز     | [ 55 ] |
| 2012  | اختيار نجمة الموسيقى الصيفية                          | ديمي لوفاتو                                | فوز     | [ 56 ] |
| 2012  | اختيار أفضل أغنية حب                                  | "اعط لقلبك استراحة"                        | رُشِّح     | [ 56 ] |
| 2012  | اختيار أفضل أغنية الصيف                               | "اعط لقلبك استراحة"                        | رُشِّح     | [ 56 ] |
| 2013  | اختيار أفضل مغنية                                     | ديمي لوفاتو                                | فوز     | [ 57 ] |
| 2013  | اختيار أفضل مغنية                                     | ديمي لوفاتو                                | رُشِّح     | [ 57 ] |
| 2013  | اختيار أفضل سيدة أناقة                                | ديمي لوفاتو                                | فوز     | [ 57 ] |
| 2013  | اختيار أفضل ابتسامة                                   | ديمي لوفاتو                                | رُشِّح     | [ 57 ] |
| 2013  | اختيار أفضل شخصية تلفزيونية                           | "ذا إكس فاكتور"                            | فوز     | [ 57 ] |
| 2013  | اختيار أفضل أغنية منفردة                              | "نوبة قلبية"                               | فوز     | [ 57 ] |
| 2014  | اختيار أفضل مغنية الصيف                               | ديمي لوفاتو                                | فوز     | [ 58 ] |
| 2014  | اختيار أفضل ابتسامة                                   | ديمي لوفاتو                                | رُشِّح     | [ 58 ] |
| 2014  | اختيار أفضل تويته                                     | ديمي لوفاتو                                | رُشِّح     | [ 58 ] |
| 2014  | اختيار أفضل أغنية صيف                                 | "حقا لا تهتم" (بمشاركة شير لويد)           | فوز     | [ 58 ] |
| 2014  | اختيار أفضل أغنية عودة                                | "حقا لا تهتم" (بمشاركة شير لويد)           | رُشِّح     | [ 58 ] |
| 2014  | اختيار أفضل أغنية حب                                  | "شخص ما إليك" (مع ذا فامبس)                | رُشِّح     | [ 58 ] |
| 2014  | اختيار أفضل رابطة محبين                               | "لوفاتيكس"                                 | رُشِّح     | [ 58 ] |
| 2015  | اختيار أفضل مغنية                                     | ديمي لوفاتو                                | فوز     | [ 59 ] |
| 2015  | اختيار نجمة الصيف                                     | ديمي لوفاتو                                | رُشِّح     | [ 59 ] |
| 2015  | اختيار أفضل أغنية الصيف                               | "اهدأ من أجل الصيف"                        | رُشِّح     | [ 59 ] |
| 2015  | اختيار أفضل رابطة محبين                               | "لوفاتيكس"                                 | رُشِّح     | [ 59 ] |
| 2016  | اختيار أفضل مغنية                                     | ديمي لوفاتو                                | رُشِّح     | [ 60 ] |
| 2016  | اختيار أفضل مغنية                                     | ديمي لوفاتو                                | رُشِّح     | [ 60 ] |
| 2016  | اختيار أفضل أغنية                                     | "واثق"                                     | رُشِّح     | [ 60 ] |
| 2016  | اختيار أفضل أغنية في البلاد                           | "بدون حرب" (مع براد باسلي)                 | فوز     | [ 61 ] |
| 2016  | اختيار أفضل أغنية عودة                                | "صخرة الثلج"                               | رُشِّح     | [ 61 ] |
| 2016  | اختيار أفضل أغنية فيلم/برنامج                         | "آي ويل سورفايف"                           | رُشِّح     | [ 61 ] |
| 2016  | اختيار أفضل أغنية الصيف لمغنية                        | ديمي لوفاتو                                | رُشِّح     | [ 61 ] |
| 2016  | اختيار أفضل جولة صيفية                                | جولة المستقبل الآن: ديمي لوفاتو ونيك جوناس | رُشِّح     | [ 61 ] |

## جوائز تيلي هيت
| السنة | الجائزة     | الترشيح        | النتيجة | مصادر  |
| ----- | ----------- | -------------- | ------- | ------ |
| 2013  | "ديمي"      | أفضل ألبوم بوب | رُشِّح     | [ 62 ] |
| 2015  | ديمي لوفاتو | أفضل مغنية     | رُشِّح     | [ 63 ] |

## جوائز يونيتي4: هيومانتي
| السنة | الجائزة             | الترشيح     | النتيجة | مصادر  |
| ----- | ------------------- | ----------- | ------- | ------ |
| 2014  | جوائز يانغ لوميناري | ديمي لوفاتو | فوز     | [ 64 ] |

## جوائز الموسيقى العالمية
| السنة | التصنيف                | العمل المرشح | النتيجة | مصادر  |
| ----- | ---------------------- | ------------ | ------- | ------ |
| 2014  | أفضل ألبوم عالمي       | "ديمي"       | رُشِّح     | [ 65 ] |
| 2014  | أفضل مغنية عالمية      | —            | رُشِّح     | [ 65 ] |
| 2014  | أفضل ممثل بث حي عالمي  | —            | رُشِّح     | [ 65 ] |
| 2014  | أفضل فنان ترفيهي للعام | —            | رُشِّح     | [ 65 ] |
| 2014  | أفضل فيديو عالمي       | "نوبة قلبية" | رُشِّح     | [ 65 ] |
| 2014  | أفضل أغنية عالمية      | "نوبة قلبية" | رُشِّح     | [ 65 ] |

## جائزة الفنان الصغير
| السنة | الجائزة                      | الترشيح             | النتيجة | مصادر  |
| ----- | ---------------------------- | ------------------- | ------- | ------ |
| 2009  | أفضل أداء في برنامج تلفزيوني | "كامب روك"          | رُشِّح     | [ 66 ] |
| 2010  | أفضل أداء في برنامج تلفزيوني | برنامج حماية الملكة | رُشِّح     | [ 67 ] |

## جوائز شباب هوليوود
| السنة | الجائزة                      | الترشيح                          | النتيجة | مصادر  |
| ----- | ---------------------------- | -------------------------------- | ------- | ------ |
| 2014  | أفضل مغنية                   | "ديمي لوفاتو"                    | رُشِّح     | [ 68 ] |
| 2014  | أغنية الصيف/إعادة إنتاج ديجي | "حقا لا تهتم" (بمشاركة شير لويد) | رُشِّح     | [ 68 ] |

## جائزة شباب الروك
| السنة | الجائزة               | الترشيح      | النتيجة | مصادر  |
| ----- | --------------------- | ------------ | ------- | ------ |
| 2011  | أغنية فيديو روك العام | "ناطحة سحاب" | فوز     | [ 69 ] |

## جوائز يوتيوب للموسيقى
| السنة | الجائزة          | الترشيح      | النتيجة | مصادر  |
| ----- | ---------------- | ------------ | ------- | ------ |
| 2013  | أفضل فيديو العام | "نوبة قلبية" | رُشِّح     | [ 70 ] |

## جوائز زد
| السنة | الجائزة                    | الترشيح                         | النتيجة | مصادر  |
| ----- | -------------------------- | ------------------------------- | ------- | ------ |
| 2011  | أفضل موقع إلكتروني للمحبين | ديمي لوفاتو demilovatodaily.com | رُشِّح     | [ 71 ] |
| 2012  | أفضل موقع إلكتروني للمحبين | ديمي لوفاتو demilovatodaily.com | رُشِّح     | [ 72 ] |